# Yoraperla nigrisoma
Yoraperla nigrisoma is een steenvlieg uit de familie Peltoperlidae. De wetenschappelijke naam van de soort is voor het eerst geldig gepubliceerd in 1948 door Banks.